# 小行星7342
小行星7342（英語：7342 Uchinoura）是一颗围绕太阳公转的小行星。1992年3月23日，圓舘金、渡邊和郎在北见发现了此天体。
这颗小行星的绝对星等为346.75227等。